# 후멘네구

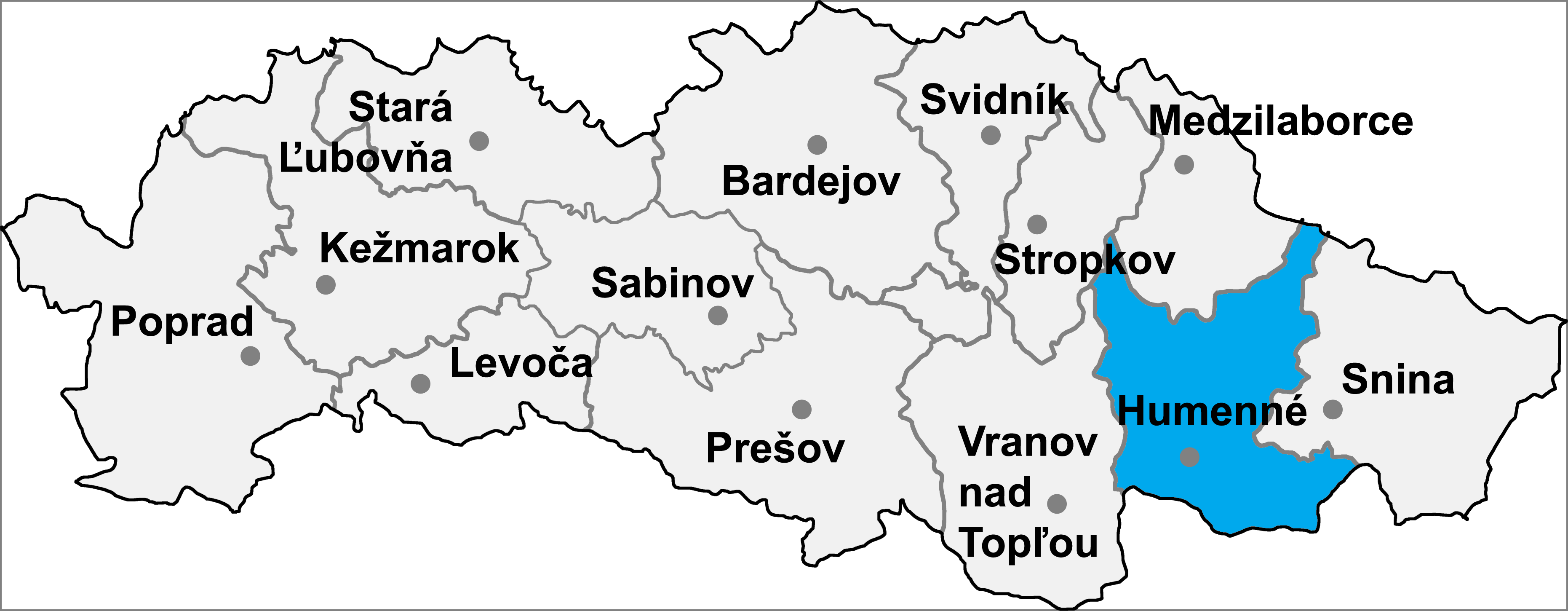
후멘네구의 위치

후멘네구(슬로바키아어: Okres Humenné)는 슬로바키아 프레쇼우주를 구성하는 13개 구 가운데 하나로 행정 중심지는 후멘네이며 면적은 754.24km2, 인구는 63,614명(2014년 기준), 인구 밀도는 84.34명/km2이다.
프레쇼우주 동부에 위치하며 62개 지방 자치체(1개 시, 61개 마을)를 관할한다. 북동쪽으로는 폴란드와 국경을 접하며 북쪽으로는 메질라보르체구, 스트롭코우구, 서쪽으로는 브라노우나트토플료우구, 남쪽으로는 코시체주 미할로우체구, 남동쪽으로는 코시체주 소브란체구, 동쪽으로는 스니나구와 접한다.